# Колобанки (заказник)
Коло́банки — ботанічний заказник місцевого значення в Україні. Розташований у межах Здолбунівського району Рівненської області, неподалік від села Копиткове. 
Площа 50 га. Статус надано згідно з рішенням Рівненської облради від 16.11.2012 року, № 787. Перебуває у віданні Копитківської сільської ради. 
Заказник створено з метою збереження унікального болотного масиву, на якому зростають рідкісні види рослин: верба Старке, верба чорнична, сашник іржавий, осока Девеллова, коручка болотна, пальчатокорінник м'ясочервоний, пальчатокорінник травневий, товстянка звичайна, занесені до Червоної книги України. Є також рідкісна популяція меч-трави болотної. 